# Gabriele Filippucci
Gabriele Filippucci (Macerata, 11 marzo 1631 – Roma, 21 luglio 1706) è stato un cardinale italiano.

## Biografia
Nacque a Macerata l'11 marzo 1631 da Domenico e di Elisabetta Pellicani, entrambi nobili maceratesi.
Papa Clemente XI lo elevò al rango di cardinale nel concistoro del 17 maggio 1706 ma il 7 giugno dello stesso anno accettò la sua rinuncia alla dignità.
Morì il 21 luglio 1706 all'età di 75 anni.